# 東京工業短期大学
東京工業短期大学は、東京都内において1958年4月1日に設置が計画されていた日本の国立短期大学である。

## 概要
- 東京都内に設置される計画のあった日本の国立短期大学。
- 設置計画されていた当初は、5年制短大（仮称）の一つとして位置付けされ、同時に附属工業高等学校も同時に設置される計画があった。
- 同時に構想のあった「専科大学」に切り舞えることを前提として暫定的に設置するもので、 1958年の開学を目指していた[注 3]。
- しかし結局、開学には漕ぎ付けることはできず、附属工業高等学校については、東京工業高等専門学校として開校している。

## 設置予定のあった学科[1]
- 機械科
- 電気科
- 電気通信科
- 工業化学科
- 建築科